# Лихий (водоспад)
Водоспа́д Лихи́й — водоспад в Українських Карпатах, у Кузійському заповідному масиві Карпатського біосферного заповідника.
Водоспад однокаскадний, заввишки приблизно 20 м. Розташований у межах Рахівського району Закарпатської області, між селами Круглий (на північ від Географічного центру Європи) та Костилівка (південному заході), за 3,5 км від демонстраційного форелевого господарства Трибушанського природоохоронного науково-дослідного відділення Карпатського біосферного заповідника. 
Від демонстраційного форелевого господарства до водоспаду, паралельно струмку Лихий, веде маркована стежка.

## Світлини та відео

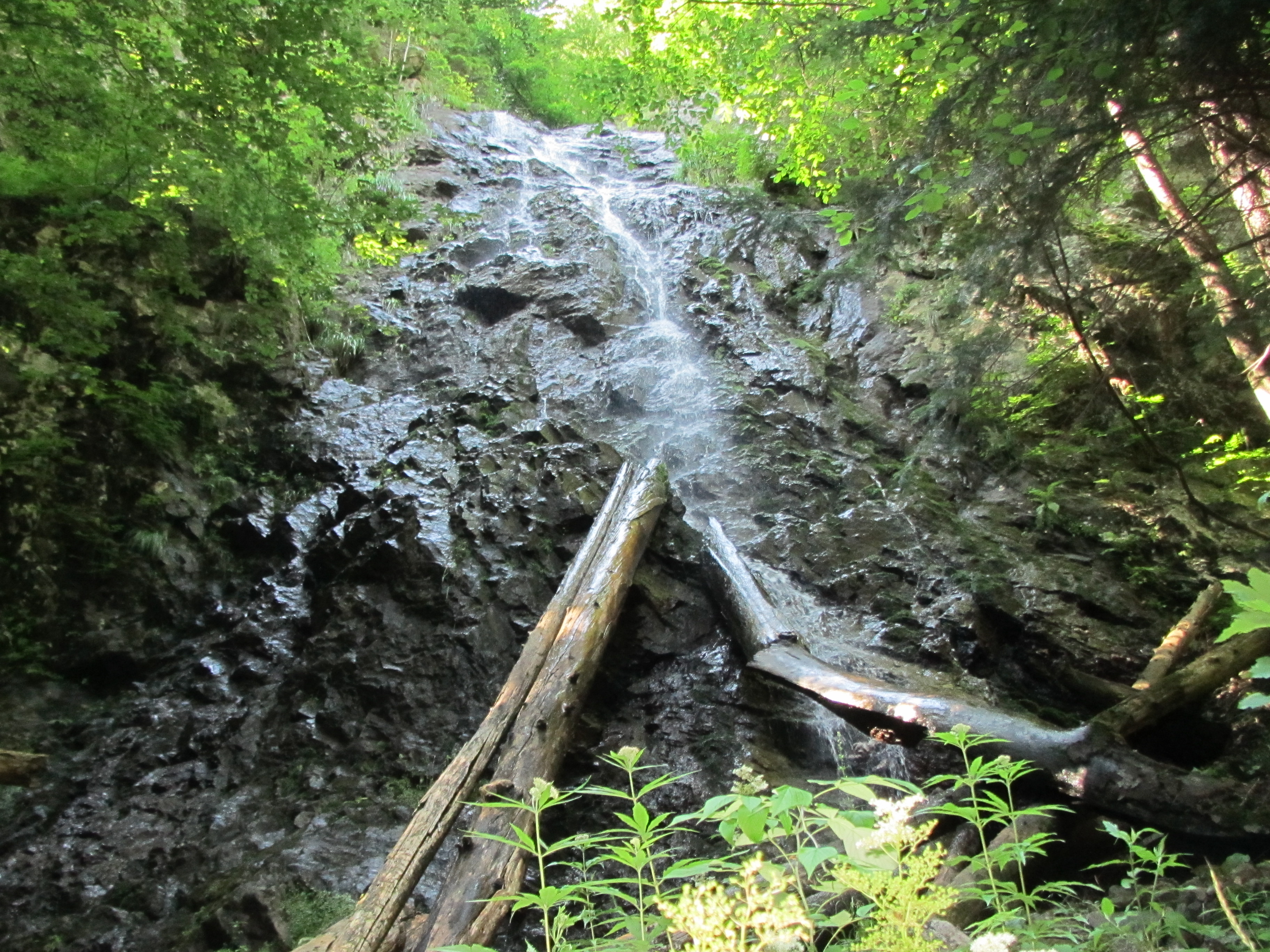
Водоспад Лихий
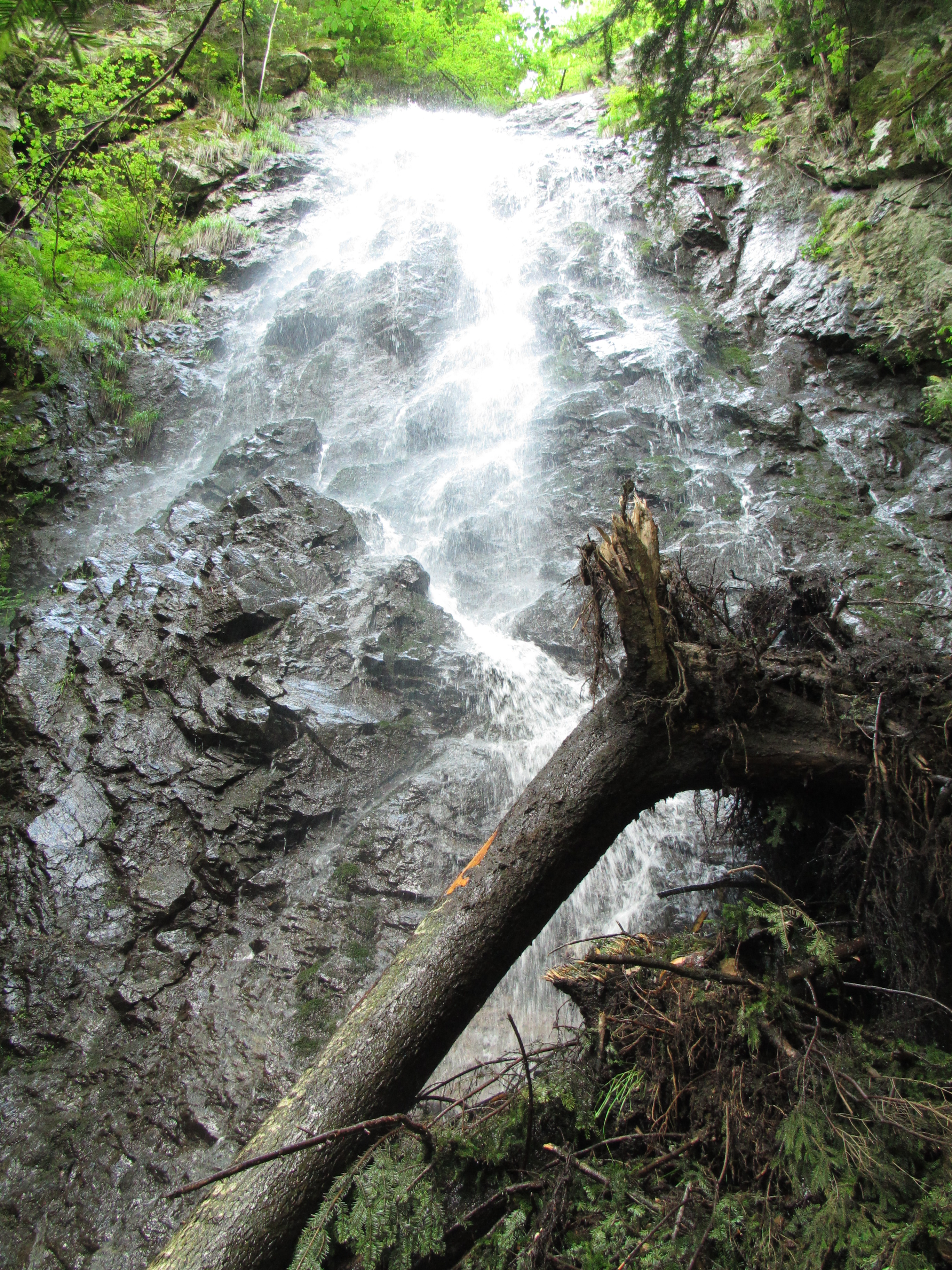
Водоспад після дощу
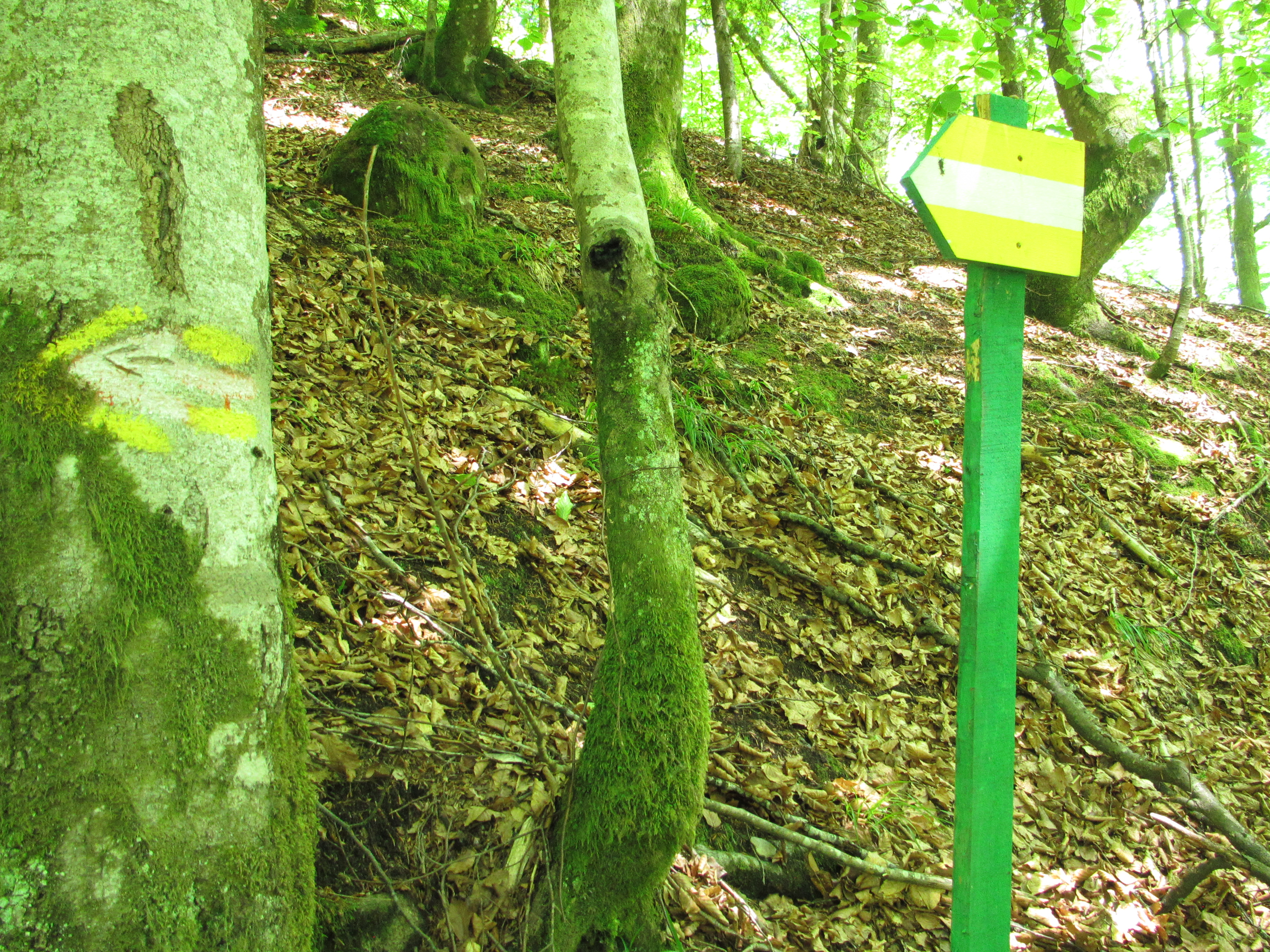
Маркована стежка до водоспаду
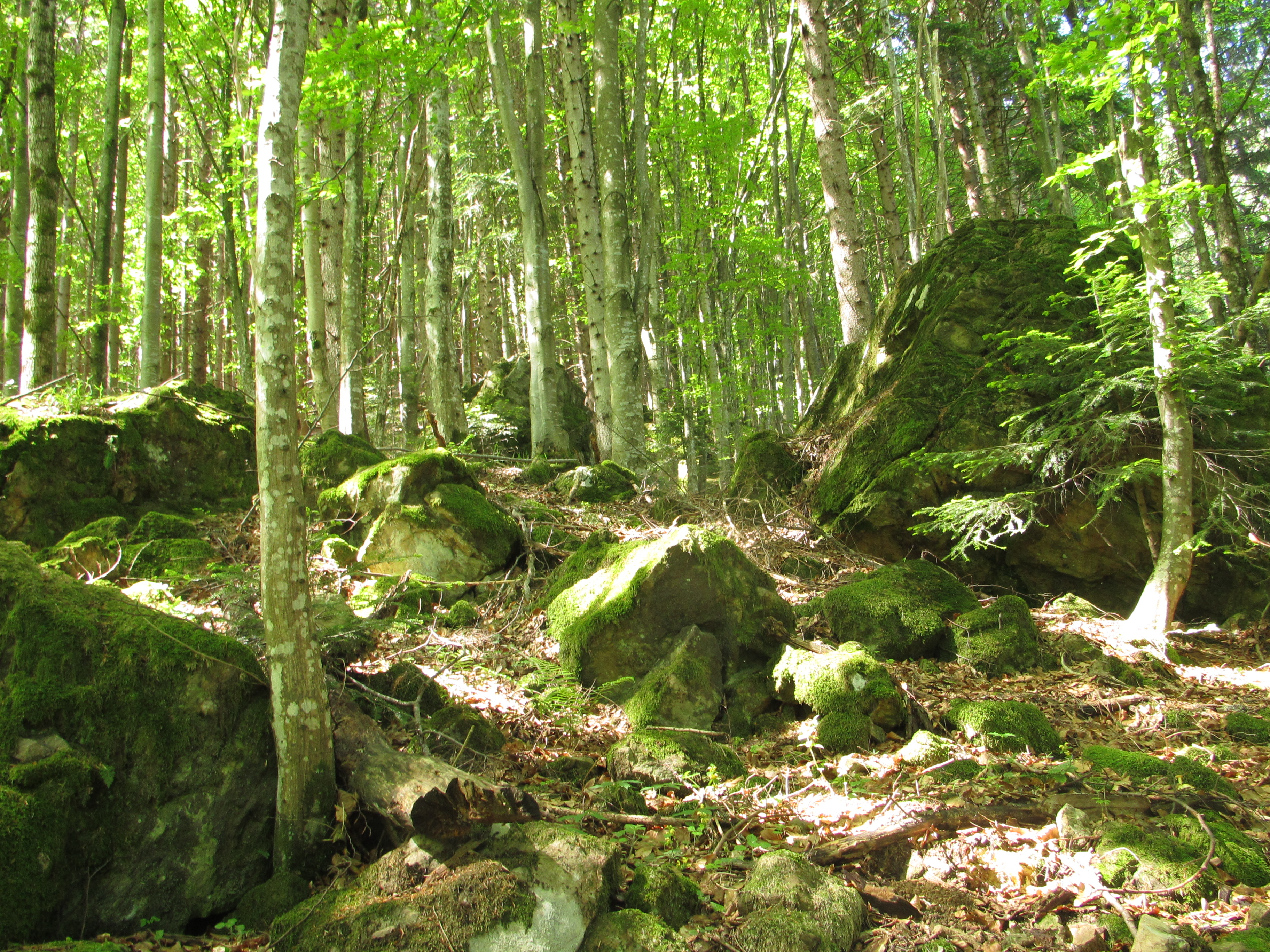
Каміння біля стежки до водоспаду
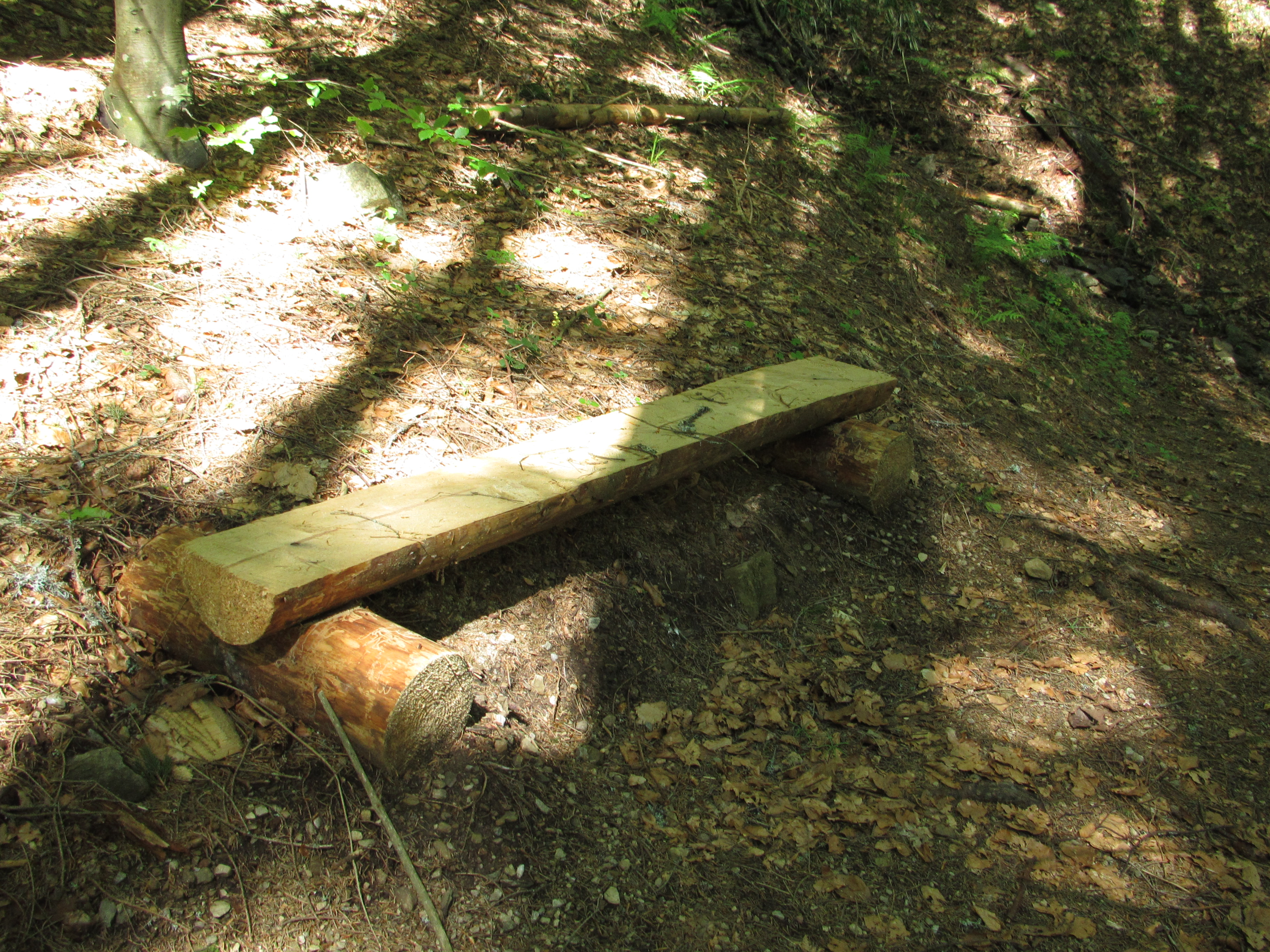
Стежкою до водоспаду
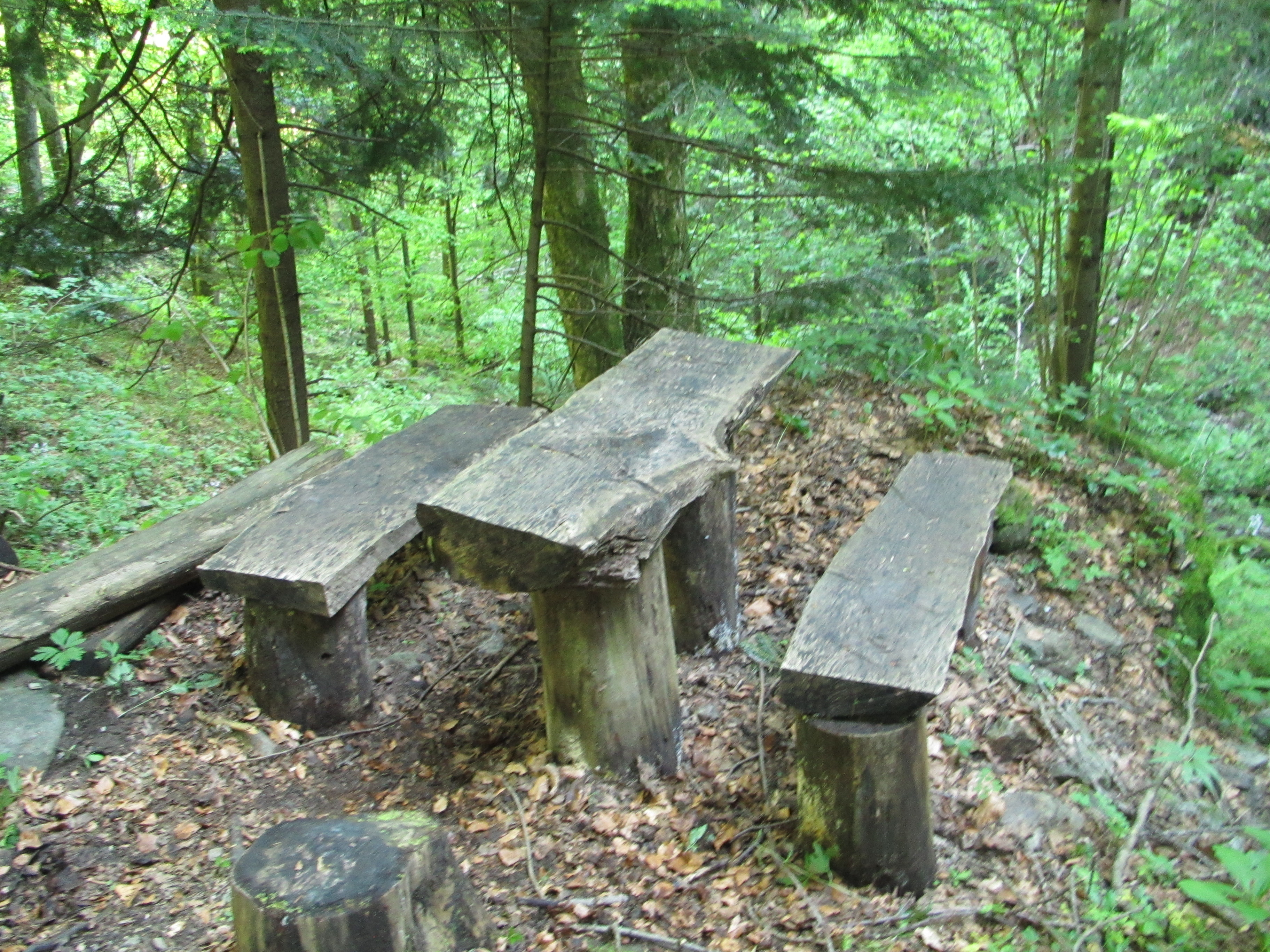
Столик біля водоспаду
- Відео водоспаду